# Валявиците
Валявиците е защитена местност в България. Намира се в землището на село Пашови, област Пазарджик.
Защитената местност е с площ 73,0 ha. Обявена е на 12 август 1986 г. с цел запазване на естествени съобщества от ела и смърч.
В защитената местност се забранява:
- всякакво строителство;
- сечи, освен отгледни и санитарни
- залесяване с неприсъщи за района дървесни видове;
- лагеруване, палене на огън, събиране на растения и животни;
- паша на домашни животни;
- ловуване в периода март – юли.[1]